# Sultanaat Asahan
Het sultanaat Asahan was een Maleisisch sultanaat dat heeft bestaan van ongeveer 1630 tot 1946. Het komt ongeveer overeen met het de locatie van het huidige regentschap Asahan aan de Noordoost kant van het eiland Sumatra in het tegenwoordige Indonesië.

## Geschiedenis
Het sultanaat werd omstreeks 1630 gesticht door radja Abdul Jalil, de zoon van sultan Iskandar Muda van Atjeh. Asahan bleef schatplichtig aan Atjeh tot het begin van de 19e eeuw. Hierna verklaarde het zichzelf onafhankelijk onder sultan Muhammad Husain Rahmad Shah. Tijdens zijn 46-jarige heerschappij werd er steeds maar meer handel gedreven met Europeanen en dit leidde tot een overeenkomst met de regering van Nederlands-Indië. 
Bij zijn overlijden in 1859 waren er moeilijkheden met de opvolging. De opvolgers kregen moeilijkheden met het Nederlands gezag in Batavia en dit leidde tot het verplaatsen van de hoofdstad naar het binnenland. De Nederlanders grepen meerdere malen in in de opvolging van de sultans. De laatste heerser was sultan Shaibun Abdul Jalil Rahmad Shah die zijn vader in 1915 opvolgde. Aan het einde van de Tweede Wereldoorlog werd het sultanaat niet in ere hersteld maar opgenomen in de nieuwe republiek Indonesië.